# Фабіус (селище, Нью-Йорк)
Фабіус (англ. Fabius) — селище (англ. village) в США, в окрузі Онондага штату Нью-Йорк. Населення — 352 особи (2010).

## Географія
Фабіус розташований за координатами 42°50′5″ пн. ш. 75°59′5″ зх. д. / 42.83472° пн. ш. 75.98472° зх. д. (42.834657, -75.984688). За даними Бюро перепису населення США в 2010 році селище мало площу 1,03 км², уся площа — суходіл.

## Демографія
Згідно з переписом 2010 року, у селищі мешкали 352 особи в 135 домогосподарствах у складі 96 родин. Густота населення становила 342 особи/км². Було 142 помешкання (138/км²).
Расовий склад населення:
| - 98,0 % — білих - 1,7 % — корінних американців |

До двох чи більше рас належало 0,0 %. Частка іспаномовних становила 4,0 % від усіх жителів.
За віковим діапазоном населення розподілялося таким чином: 27,6 % — особи молодші 18 років, 58,5 % — особи у віці 18—64 років, 13,9 % — особи у віці 65 років та старші. Медіана віку мешканця становила 42,3 року. На 100 осіб жіночої статі у селищі припадало 89,2 чоловіків; на 100 жінок у віці від 18 років та старших — 93,2 чоловіків також старших 18 років.
Середній дохід на одне домашнє господарство становив 72 528 доларів США (медіана — 59 286), а середній дохід на одну сім'ю — 85 643 долари (медіана — 76 875). За межею бідності перебувало 5,5 % осіб, у тому числі 3,4 % дітей у віці до 18 років та 14,6 % осіб у віці 65 років та старших.
Цивільне працевлаштоване населення становило 163 особи. Основні галузі зайнятості: освіта, охорона здоров'я та соціальна допомога — 22,7 %, будівництво — 15,3 %, науковці, спеціалісти, менеджери — 11,0 %, публічна адміністрація — 9,2 %.